# Crieff
Crieff ist die zweitgrößte Stadt in der Council Area Perth and Kinross in Schottland. Es ist in erster Linie eine Marktstadt, die sich zu einem Mittelpunkt für den lokalen Tourismus entwickelt hat, wobei hauptsächlich Wert auf die Geschichte seiner Whiskyherstellung und des Rinderhandels gelegt wird. Crieff hat 7368 Einwohner.

## Geschichte
Einige Jahrhunderte lang kamen die Highlander in die Gegend südlich von Crieff, um ihre schwarzen Rinder zu verkaufen, deren Fleisch und Fell von der städtischen Bevölkerung der Lowlands (Schottland) und im Norden Englands mit Begeisterung nachgefragt wurden. Die Stadt war ein Versammlungspunkt für den jährlichen Michaelmas-Rinderverkauf, und die umgebenden Felder waren schwarz von den zehntausenden Rindern.
Während des „October Tryst“, wie die Versammlung der Rinder damals bezeichnet wurde, war Crieff der Prototyp einer „Wild-West-Stadt“: voll von Rindern, Pferdedieben, Banditen und betrunkenen Viehhändlern. Die unvermeidlichen Morde wurden durch Hängen am Galgen bestraft, wofür Crieff in ganz Europa bekannt wurde.
Zu Beginn des 18. Jahrhunderts war der ursprüngliche Galgen, der von den frühen keltischen Grafen von Strathearn benutzt wurde, durch eine Holzkonstruktion in der Gegend Gallowhaugh, heutzutage Gallowhill, am Fuße der Burrel Street, ersetzt worden. Die Straße, die heute einfach Ford Road heißt, hieß damals Gallowford Road, und führte hinter dem Galgen entlang zum Kreuzungspunkt über den Fluss Earn. In solch einer markanten Position konnten die Highlander, die den Hauptweg entlang fuhren, die Überreste der so Bestraften über Kopf baumelnd hängen sehen. Die Highlander berührten ihre Mützen, wenn sie dort vorbeikamen, und sprachen die Worte: „Gott schütze Dich, und der Teufel verdamme Dich!“ Lord Macauley spricht in seiner Geschichtsschreibung von einer Menge von Leuten, die in einer Reihe hingen, aber die Überreste des Galgens, die sich im Museum in Perth befinden, zeigen, dass maximal sechs Leute gleichzeitig gehängt werden konnten.
Die Leute in der Stadt waren hauptsächlich presbyterianisch und anti-jakobitisch. Die Gutsherren waren hauptsächlich katholisch und jakobitisch. Crieff war bekannt für seine Pro-Regierungshaltung – es wurde berichtet, dass in der gesamten Bevölkerung nur zwei Leute den „Old Pretender“ unterstützten. (Das war natürlich übertrieben, aber zeigte das Ausmaß der Gefühle der Bewohner.)
Robert Roy MacGregor besuchte Crieff zu vielen Gelegenheiten, dabei oft, um Vieh zu verkaufen. Der geächtete Sohn von Robert Roy wurde von Soldaten durch die Straßen von Crieff gezogen und umgebracht. In der zweiten Oktoberwoche des Jahres 1714 versammelten sich die Highlander in Crieff zum „October Tryst“. Tagsüber war Crieff voll von Soldaten und Regierungsspionen. Kurz nach Mitternacht marschierte dann Rob Roy mit seinen Mannen zum Rathausplatz und läutete die städtische Glocke. Vor der versammelten Menge sangen sie jakobitische Gesänge und tranken auf ihren ungekrönten König James VIII., dem sie treu ergeben waren.
1716 verbrannten 350 zurückkehrende Highlander, die fast von John Campbell, 2. Duke of Argyll in der Schlacht von Sheriffmuir besiegt worden waren, als Vergeltung fast die ganze Stadt Crieff. Fünfzehn Jahre später, 1731, ließ James Drummond, der dritte Herzog von Perth, den zentralen Platz der Stadt, den James Square, anlegen und gründete die Textilindustrie mit einer Leinenfabrik. Im Jahre 1745 versuchten die aufstrebenden Highlander, die Stadt wieder durch Feuer zu zerstören. Aber sie wurde durch den Herzog von Perth gerettet, der ein Freund und Unterstützer von Prinz Charles war, der vermutlich Angst um seine Fabriken hatte. Im Februar 1746 wurde die jakobitische Armee in der Stadt und ihrer Umgebung untergebracht, während Prinz Charles Edward Stuart seinen letzten Kriegsrat in dem alten Drummond Arms Inn am James Square, dort, wo heute das Hotel steht, abhielt. Sein Pferd wurde beim Schmied in der King Street neu beschlagen. Später, im selben Monat, besprach er sich noch einmal mit seinen Truppen vor dem Fernton House, dort, wo heute der Golfplatz von Crieff liegt.

## Verkehr
Von 1856 bis 1967 befand sich in Crieff ein Bahnhof; der Personenverkehr endete bereits 1964. Heute befindet sich der nächstgelegene Bahnanschluss ca. 10 Kilometer südwestlich in Gleneagles an der Strecke Highland Main Line mit täglicher Direktverbindung zum Bahnhof King’s Cross in London; der Bahnhof Gleneagles wurde früher mit „Crieff Junction“ bezeichnet.

## Kultur und Sehenswürdigkeiten
Auf dem Golfplatz liegt der Steinkreis von Ferntower. Der Langhügel von Rottenreoch liegt südlich von Crieff. 
In der Auchlone Lodge von Crieff entstand 2009 ein inzwischen mehrfach ausgezeichneter Natur-Kindergarten.

## Söhne und Töchter der Stadt
- Thomas Thomson (1773–1852), Chemiker
- Joseph Michael McGee (1904–1983), römisch-katholischer Geistlicher, Bischof von Galloway
- Denis Lawson (* 1947), Schauspieler
- Ewan McGregor (* 1971), Schauspieler